# Théorème des accroissements finis

Il existe un point où la pente de la tangente est égale à la pente de la corde.

En analyse, le théorème des accroissements finis (en abrégé : TAF) est à la fois une généralisation et un corollaire du théorème de Rolle. Pour toute fonction dérivable d'une variable réelle, son taux d'accroissement entre deux valeurs est réalisable comme pente d'une des tangentes à son graphe.

## Fonction d'une variable réelle à valeurs réelles

### Énoncé
Pour toute fonction réelle d'une variable réelle f : [a, b] → ℝ (a et b réels tels que a < b), supposée continue sur l'intervalle fermé [a, b] et dérivable sur l'intervalle ouvert ]a, b[, il existe un réel c dans ]a, b[ vérifiant : 
{\displaystyle {\frac {f(b)-f(a)}{b-a}}=f'(c).}
Graphiquement, le théorème des accroissements finis indique que, pour toute droite sécante en deux points à une courbe différentiable, il existe, entre ces deux points, une tangente parallèle à la sécante.
On peut illustrer ainsi le théorème : « Si un véhicule parcourt une distance à la vitesse moyenne de 60 km/h, alors son compteur (censé indiquer avec une précision infinie la vitesse instantanée) a indiqué au moins une fois la vitesse précise de 60 km/h. »
La solution c n'est pas unique en général. Plus précisément, pour une fonction dérivable sur un intervalle I, la solution c est unique pour tous a < b dans I si et seulement si f est strictement convexe ou strictement concave sur I.
Deux conséquences directes du théorème des accroissements finis sont :
- le lien entre monotonie et signe de la dérivée ;
- le théorème « limite de la dérivée » (si une fonction f, continue en a, est dérivable sauf peut-être en a, mais si sa dérivée a une limite finie au point a, alors f est en fait de classe C1 en a).

## Théorème des accroissements finis généralisé
Ce théorème s'applique dans le cas de deux fonctions continues sur [a,b] et dérivables sur ]a, b[. Il assure qu'il existe un réel c de l'intervalle ]a, b[ tel que

Il existe un point de l'arc paramétré où la tangente est parallèle à la corde.

Géométriquement, il signifie que toute courbe représentative d'une fonction différentiable de ℝ dans ℝ2, t ↦ (f(t), g(t)), possède une tangente parallèle à l'une quelconque de ses cordes.
Dans le cas où g ' ne s'annule pas sur ]a, b[, l'égalité peut s'écrire :
Sous cette forme, le théorème est appelé théorème de la moyenne de Cauchy. Il peut être utilisé pour démontrer la règle de L'Hôpital.
Remarque
Si a = –∞ ou b = +∞ et si f et g sont dérivables sur ]a, b[ et possèdent en  a et b des limites finies, notées f(a), f(b), g(a) et g(b), on obtient par la même méthode (en remplaçant le théorème de Rolle par une généralisation adaptée) une conclusion identique.

## Généralisation aux courbes paramétrées dans l'espace

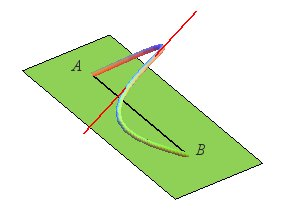
Exemple de tangente parallèle à un plan passant par A et B. Par contre, ici, aucune tangente n'est parallèle à [AB].

Pour tout triplet de fonctions {\displaystyle f,g,h} réelles continues sur {\displaystyle [a,b]} et dérivables sur {\displaystyle ]a,b[}, il existe  {\displaystyle c\in \left]a,b\right[} tel que le déterminant {\displaystyle \left\vert {\begin{array}{ccc}f'(c)&f(a)&f(b)\\g'(c)&g(a)&g(b)\\h'(c)&h(a)&h(b)\end{array}}\right\vert } soit nul.
Si l'on pose {\displaystyle M(t)=(f(t),g(t),h(t))}, {\displaystyle A=M(a)}, {\displaystyle B=M(b)} et {\displaystyle C=M(c)}, le théorème énonce l'existence pour les courbes paramétrées joignant {\displaystyle A} à {\displaystyle B} d'une tangente (en un certain {\displaystyle C}), parallèle au plan {\displaystyle (OAB)}, le déterminant nul indiquant la colinéarité des vecteurs {\displaystyle {\overrightarrow {OA}}}, {\displaystyle {\overrightarrow {OB}}} et {\displaystyle {\overrightarrow {OM}}'(c)}.
Le point {\displaystyle O} pouvant être choisi arbitrairement, il énonce en fait l'existence d'une corde {\displaystyle [CD]} parallèle à un plan donné passant par {\displaystyle A} et {\displaystyle B}. Par contre, comme on le voit ci-contre, la généralisation qui consisterait à dire qu'il existe une tangente parallèle à {\displaystyle [AB]} est fausse.
Notons que ce théorème contient le TAF généralisé, qui contient le TAF, lui-même contenant le théorème de Rolle.

## Inégalité des accroissements finis
Pour les articles homonymes, voir IAF.
L'inégalité des accroissements finis (IAF) :

Soit f : [a, b] → ℝ (avec a et b réels tels que a < b). Si :
- f est continue sur l'intervalle fermé [a, b] ;
- f est dérivable sur l'intervalle ouvert ]a, b[ ;
- M est un réel tel que, pour tout élément x de ]a, b[, |f'(x)| ≤ M ;

alors {\displaystyle \left|{{f(b)-f(a)} \over {b-a}}\right|\leq M},

propriété que l'on peut illustrer par : « Si la vitesse instantanée d'un véhicule ne peut pas dépasser 120 km/h, alors sa vitesse moyenne non plus. »
Sous les mêmes hypothèses, f est donc M-lipschitzienne (car sa restriction à tout sous-intervalle de [a, b] vérifie encore les hypothèses). Remarquons que d'après le théorème des valeurs extrêmes, ces hypothèses sont vérifiées pour toute fonction f de classe C1 sur [a, b], avec {\displaystyle M=\sup _{x\in \left[a,b\right]}\left|f'(x)\right|}.
Il existe de même une « inégalité des accroissements finis généralisée » :

Soient f et g  : [a, b] → ℝ continues sur [a,b] et dérivables sur ]a, b[, avec g' de signe constant. Si J est un intervalle de ℝ tel que, pour tout x de ]a, b[, f'(x) ∈ g'(x)J alors, f(b) – f(a) ∈ (g(b) – g(a))J.

On peut même démontrer directement, sans le théorème des accroissements finis, que cette conclusion reste vraie si la dérivabilité de f et g (et les hypothèses sur f'(x) et g'(x)) ne sont vérifiées que sur le complémentaire d'un ensemble dénombrable,,.

### Théorème des accroissements finis et intégration
- Une version intégrale du TAF est le théorème de la moyenne :
Pour toute fonction u à valeurs réelles, continue sur un segment [a, b] avec a < b, il existe un réel c de ]a, b[ tel que{\displaystyle u(c)={\frac {1}{b-a}}\int _{a}^{b}u(x)~\mathrm {d} x.}
- L'analogue intégral du théorème des accroissements finis généralisé est un théorème de la moyenne généralisé :
Pour toutes fonctions u et v à valeurs réelles, continues sur un segment [a, b] avec a < b, v  gardant un signe constant sur [a, b], il existe un réel c de {\displaystyle ]a,b[} tel que{\displaystyle u(c)\int _{a}^{b}v(x)~\mathrm {d} x=\int _{a}^{b}u(x)v(x)~\mathrm {d} x.}

### Réciproque partielle

Pour la fonction sinus, la pente maximale des tangentes n'est pas la pente d'une corde.

Lorsque la valeur f'(c) = λ est atteinte en des points arbitrairement proches de c (ici : c = λ = 0), il arrive qu'aucune des cordes de pente λ ne traverse l'axe x = c.

Puisque le théorème des accroissements finis garantit que (pour une fonction {\displaystyle f} vérifiant les hypothèses) tout taux d'accroissement est un nombre dérivé, une question naturelle est : réciproquement, tout nombre dérivé est-il un taux d'accroissement ?
La réponse est : non. Par exemple (cf. figure ci-contre), pour la fonction {\displaystyle \sin :\mathbb {R} \to \mathbb {R} }, le nombre dérivé {\displaystyle \sin '\left(0\right)=\cos \left(0\right)=1} n'est pas un taux d'accroissement. Mais la pathologie de ce cas ({\displaystyle 1} est ici la valeur maximum de {\displaystyle f'}) est la seule obstruction.
Le théorème des accroissements finis possède en effet la réciproque partielle suivante (réciproque « faible ») :

Pour toute fonction {\displaystyle f} dérivable sur un intervalle, toute valeur non extrémale de {\displaystyle f'} est un taux d'accroissement de {\displaystyle f}.

Autrement dit : toute tangente au graphe de {\displaystyle f} dont la pente {\displaystyle f'(c)} n'est ni maximum, ni minimum, possède une parallèle sécante au graphe en deux points. Le TAF permet en outre d'affirmer que si la valeur {\displaystyle f'(c)} n'est atteinte qu'au point {\displaystyle c}, alors les deux extrémités de la corde sont de part et d'autre du point de tangence (réciproque « forte »).
La « réciproque faible » ci-dessus se déduit du lemme suivant, qui (joint au TAF lui-même) permet aussi de démontrer que toute fonction dérivée vérifie la propriété des valeurs intermédiaires :
Pour toute fonction {\displaystyle f} dérivable sur un intervalle, tout réel strictement compris entre deux nombres dérivés de {\displaystyle f} est un taux d'accroissement de {\displaystyle f}.
La « réciproque forte » se localise facilement : pour toute fonction {\displaystyle f} dérivable sur un intervalle, si {\displaystyle \lambda =f'(c)} n'est pas un extremum local de {\displaystyle f'} et si, au voisinage de {\displaystyle c}, la valeur {\displaystyle \lambda } n'est atteinte par {\displaystyle f'} qu'en {\displaystyle c}, alors {\displaystyle \lambda } est encore un taux d'accroissement de {\displaystyle f} entre deux points {\displaystyle x} et {\displaystyle y} tels que {\displaystyle x<c<y}. (Pour la nécessité de la seconde hypothèse, cf. figure ci-contre.)
Pour le théorème des accroissements finis généralisés, on démontre de même des réciproques analogues.

## Fonction d'une variable vectorielle à valeurs réelles
Soient {\displaystyle \Omega } un ouvert d'un espace vectoriel normé E (par exemple E = ℝn, ce qui inclut le cas E = ℂ identifié à ℝ2), {\displaystyle x} un point de {\displaystyle \Omega } et {\displaystyle h} un vecteur non nul de E  tel que {\displaystyle [x,x+h]\subset \Omega }, et {\displaystyle f:\Omega \to \mathbb {R} } une fonction continue sur {\displaystyle [x,x+h]} et différentiable suivant le vecteur h sur {\displaystyle ]x,x+h[}. Alors il existe {\displaystyle \xi \in {]x,x+h[}} tel que
{\displaystyle f(x+h)-f(x)=D_{h}f(\xi ),}
par simple application du théorème des accroissements finis à la fonction composée {\displaystyle [0,1]\to \mathbb {R} ,\;t\mapsto f(x+th)}.

## Fonction à valeurs vectorielles
Pour une telle fonction, il n'existe pas d'analogue du théorème (avec égalité) des accroissements finis, ni même de son cas particulier qu'est le théorème de Rolle (cf. § Remarques de l'article sur ce théorème).
À défaut, lorsque l'espace d'arrivée de f est ℝn, on peut appliquer le théorème des accroissements finis à chacune des composantes réelles fk de la fonction f = (f1, … , fn), mais les ck que l'on construit ainsi (ou les ξk comme ci-dessus si la variable est vectorielle) n'ont aucune raison d'être égaux.
On peut cependant établir une inégalité des accroissements finis dans ce cadre.

### Inégalité des accroissements finis
Soient a < b deux réels, E un espace localement convexe et deux fonctions
{\displaystyle f:[a,b]\to E\quad {\text{et}}\quad g:[a,b]\to \mathbb {R} }
supposées continues sur [a, b] et dérivables sur ]a, b[.
Si g' est de signe constant alors, pour tout sous-ensemble convexe fermé A de E tel que
{\displaystyle \forall t\in ]a,b[\quad f'(t)\in g'(t)A,}
on a :
{\displaystyle f(b)-f(a)\in (g(b)-g(a))A.}

Lorsque g' est non seulement de signe constant mais à valeurs non nulles, la conclusion se reformule en :
où « Co » désigne l'enveloppe convexe fermée.
En particulier si g(t) = t, on obtient :  f(b) – f(a) ∈ (b – a)Co({f'(t), t ∈ [a, b]}).
Remarques.
- Ce théorème est d'autant plus surprenant qu’il n'existe pas de théorème de Rolle vectoriel, ou, ce qui revient au même, il n’y a pas d'égalité des accroissements finis mais seulement une inégalité, comme en témoigne la fonction définie par f(t) = eit qui satisfait f(0) = f(2π) alors que sa dérivée ne s'annule pas sur [0, 2π].
- Il en découle qu’une fonction dérivable dont la dérivée est nulle ne peut être que constante.
- Il se déduit directement de son homologue pour les fonctions à valeurs réelles, en utilisant le théorème de Hahn-Banach[11] ou sa version géométrique qu'est le théorème d'Eidelheit[12].
- Sa conclusion reste valide, avec une démonstration identique, sous des hypothèses plus faibles :
  - il suffit que f'(t) et g'(t) existent (et vérifient les propriétés indiquées) pour t appartenant au complémentaire d'un ensemble dénombrable[11] ;
  - pour f, la continuité et la différentiabilité peuvent être prises au sens faible[12].

### Corollaire
On en déduit immédiatement le corollaire suivant (qui se démontre aussi directement,,) :

Soient a < b deux réels, E un espace vectoriel normé et deux fonctions
{\displaystyle f:\left[a,b\right]\to E\quad {\text{et}}\quad g:[a,b]\to \mathbb {R} }
supposées continues sur [a, b] et dérivables sur ]a, b[.
Si
{\displaystyle \forall t\in \left]a,b\right[\quad \|f'(t)\|\leq g'(t)}
alors
{\displaystyle \|f(b)-f(a)\|\leq g(b)-g(a).}

En particulier si, pour une certaine constante M (nécessairement positive ou nulle), on a
alors

### Fonction d'une variable vectorielle à valeurs vectorielles
Le corollaire précédent permet de majorer l'accroissement d'une fonction différentiable si l'on connaît une majoration de sa différentielle. Plus précisément :

Soient E et F deux  espaces vectoriels normés réels, U un ouvert de E et f : U → F une application différentiable. Pour tout segment [a,b] inclus dans U, on a :
 {\displaystyle \|f(b)-f(a)\|_{F}\leq \left(\sup _{x\in [a,b]}\|f\,{'}(x)\|\right)\|b-a\|_{E}}

où, pour  tout point x de U, ║f ' (x)║ est la norme d'opérateur de la différentielle de f au  point x.
Ce corollaire est une conséquence immédiate du précédent, appliqué à la fonction de la variable réelle {\displaystyle [0,1]\to F,\,t\mapsto f\left[(1-t)a+tb\right].}
Il n'a bien sûr d'intérêt que si le sup qu'il fait intervenir est fini, c'est-à-dire si la différentielle de f est bornée  sur [a, b]. Cette condition est assurée en particulier si f est de classe C1 sur U.
Il se généralise à tout ouvert U connexe et à toute fonction dont la différentielle est bornée par k. Si dU(a, b) est la borne inférieure des longueurs des lignes polygonales joignant a à b et incluses dans U, on a 

## Polynôme sur un corps réel clos
Soit {\displaystyle R} un corps réel clos. Si {\displaystyle a<b\in R}, on note, tout comme dans {\displaystyle \mathbb {R} }, {\displaystyle ]a,b[} l'ensemble {\displaystyle \lbrace x\in R|a<x<b\rbrace }. Alors :

Soit {\displaystyle P\in R[X]} et {\displaystyle a<b\in R}. Il existe {\displaystyle c\in ]a,b[} tel que :
{\displaystyle P(b)-P(a)=(b-a)P'(c)}

## Application en cinématique

En cinématique, pour déterminer l'orientation de la tangente, on utilise la corde.
Il s'écoule 0.04 s entre le relevé de deux points.

En cinématique, le vecteur vitesse d'un point d'un mobile est tangent à la trajectoire de ce point. À partir d'un enregistrement du mouvement (succession de positions relevées à intervalle de temps constant), on peut déterminer la direction du vecteur vitesse au point i en considérant la corde (Mi-1Mi+1).
En effet, sur un petit intervalle, la pente de la tangente varie peu, donc on estime que la valeur en Mi vérifie le théorème des accroissements finis.